# Conjecture de Grimm
En mathématiques, et en particulier en théorie des nombres, la conjecture de Grimm affirme que pour chaque élément dans un ensemble de nombres composés consécutifs, on peut lui adjoindre un nombre premier qui le divise. Cette conjecture fut publiée dans la revue American Mathematical Monthly, 76(1969) 1126-1128.

## Énoncé
Supposons que n + 1, n + 2, …, n + k soient tous des nombres composés, alors il y a k nombres premiers distincts pi tels que pi divise n + i pour 1 ≤ i ≤ k.

## Énoncé plus faible
Une version plus faible de la conjecture, quoique toujours non démontrée, s'énonce ainsi : 
S'il n'y a aucun nombre premier dans l'intervalle {\displaystyle [n+1,n+k]}, alors {\displaystyle \prod _{x\leq k}(n+x)} a au moins k diviseurs premiers.